# 闭开集
在拓扑学中，闭开集（英語：Clopen set）是拓扑空间中既是开集又是闭集的集合。雖然既「開」又「閉」的定義有些反直覺，但數學上開集與閉集的定義並不互斥。
如同拓撲學家詹姆士·雷蒙·芒克勒斯在他的書中所描述的，集合和門不同的是，「集合可以是打開的(open)，也可以是闔上的(closed)，或者既打開又闔上，又或是既不打開又不闔上！」強調現實中門的開閉與集合的開閉定義無關。

## 例子
- 對任何拓扑空间{\displaystyle X}，空集和整个空间{\displaystyle X}都是闭开集，有時稱它們為平凡閉開集。
- 存在非平凡閉開集。例如，離散空間的任意子集都是閉開集。
- 考虑由两个区间{\displaystyle [0,1]}和{\displaystyle [2,3]}的并集构成的空间{\displaystyle X}。在{\displaystyle X}上的拓扑是从实直线{\displaystyle \mathbb {R} }上的正常拓扑继承来的子空间拓扑。在{\displaystyle X}中，集合{\displaystyle [0,1]}和{\displaystyle [2,3]}都是闭开集。这是非常典型的例子：只要空间是由有限数目个不相交连通单元以这种方式构成的，这些单元就是闭开集。
- 不太常见的例子，考虑所有有理数的空间{\displaystyle \mathbb {Q} }带有它们的正常拓扑，和平方大于2的所有正有理数的集合{\displaystyle A}。利用{\displaystyle {\sqrt {2}}}不在{\displaystyle \mathbb {Q} }中的事实，可以非常容易的证明{\displaystyle A}是{\displaystyle \mathbb {Q} }的闭开子集。（还要注意{\displaystyle A}不是实直线{\displaystyle \mathbb {R} }的闭开子集；它在{\displaystyle \mathbb {R} }中既不是开集也不是闭集。）

## 性质
- 拓扑空间{\displaystyle X}连通当且仅当{\displaystyle X}中僅有的闭开集是空集和{\displaystyle X}本身。
- 集合是闭开集，当且仅当它的边界是空的。
- 任何闭开集是（可以无限多）连通单元的并集，它的逆命題不成立，因為連通單元一般不是開集。
- 如果{\displaystyle X}的所有连通单元是开集（例如，如果{\displaystyle X}只有有限多个单元，或者{\displaystyle X}是局部连通的），则集合是{\displaystyle X}中的闭开集，当且仅当它可以表示為连通单元的并集。
- 拓扑空间{\displaystyle X}是离散的，当且仅当所有它的子集都是闭开集。
- 使用并集和交集作为运算，给定拓扑空间{\displaystyle X}的闭开子集形成一个布尔代数。“所有”布尔代数都可以按这种方式从适合的拓扑空间获得：参见Stone布尔代数表示定理。

## 註解
1. ↑   James R. Munkres. . United States of America: Pearson. 2017-03-10: 93. ISBN 9780134689517 （英语）.